# 仙頭啓矢
仙頭 啓矢（せんとう けいや、1994年12月29日 - ）は、大阪府枚方市出身のプロサッカー選手。Jリーグ・FC町田ゼルビア所属。ポジションはミッドフィールダー（MF）。

## 来歴

### プロ入り前
枚方市立渚西中学校時はFCグリーンウェーブに所属。その圧倒的フィジカルと類稀なるセンスにより他の選手を圧倒。当時は『枚方の緑閃光』とも称された。
京都橘高等学校の3年時に第91回全国高等学校サッカー選手権大会に出場。同大会で準優勝の成績を収め、1学年後輩の小屋松知哉とともに5得点で大会得点王も獲得した。
高校卒業後は東洋大学に進学。3年時の2015年は関東大学サッカーリーグ戦2部でベスト11に選ばれ、同年の総理大臣杯全日本大学サッカートーナメントに創部以来初めて出場してベスト8に入った。4年時の2016年も関東大学リーグ2部でベスト11に選ばれ、チームも2部から1部に昇格した。

### プロ入り後
2017年より京都サンガF.C.に入団した。3月12日、第3節のアビスパ福岡戦でプロ入り初得点。4月1日、第4節のジェフユナイテッド千葉戦ではプロ初のボランチでプレーして1得点を決めた。2019年5月に開催されたJ2リーグ戦5試合で3得点2アシストを記録、チームの躍進に貢献したとして5月度のJ2月間MVPを受賞した。
2020年、横浜F・マリノスに完全移籍で加入、自身初のJ1挑戦となったが出場機会はリーグ戦3試合に留まった。同年9月26日、期限付き移籍により京都に半年ぶりに加入した。
2021年、サガン鳥栖へ完全移籍。
2022年、名古屋グランパスへ完全移籍。
2023年、柏レイソルへ完全移籍。
2024年、町田ゼルビアへ完全移籍。

## 選手としての特徴
トップ下やボランチなど中盤の幅広いポジションでプレーができ、技術と戦術眼に優れる万能型のミッドフィールダー。

## 人物
- 苗字が仙頭（せんとう）なため、京都府公衆浴場組合とコラボ企画に参加して銭湯をPRした[13]。

## 所属クラブ
- FCジョカーレ
- ガンバ大阪門真ジュニア（枚方市立小倉小学校）[6]
- FCグリーンウェーブU-15（枚方市立渚西中学校）[6]
- 2010年 - 2013年 京都橘高等学校
- 2013年 - 2016年  東洋大学
- 2017年 - 2019年  京都サンガF.C.
- 2020年  横浜F・マリノス
  - 2020年9月 - 同年12月  京都サンガF.C.（期限付き移籍）
- 2021年  サガン鳥栖
- 2022年  名古屋グランパス
- 2023年  柏レイソル
- 2024年 -  FC町田ゼルビア

## 個人成績
| 国内大会個人成績 | 国内大会個人成績 | 国内大会個人成績 | 国内大会個人成績 | 国内大会個人成績 | 国内大会個人成績 | 国内大会個人成績 | 国内大会個人成績 | 国内大会個人成績 | 国内大会個人成績 | 国内大会個人成績 | 国内大会個人成績 |
| 年度             | クラブ           | 背番号           | リーグ           | リーグ戦         | リーグ戦         | リーグ杯         | リーグ杯         | オープン杯       | オープン杯       | 期間通算         | 期間通算         |
| 年度             | クラブ           | 背番号           | リーグ           | 出場             | 得点             | 出場             | 得点             | 出場             | 得点             | 出場             | 得点             |
| 日本             | 日本             | 日本             | 日本             | リーグ戦         | リーグ戦         | リーグ杯         | リーグ杯         | 天皇杯           | 天皇杯           | 期間通算         | 期間通算         |
| ---------------- | ---------------- | ---------------- | ---------------- | ---------------- | ---------------- | ---------------- | ---------------- | ---------------- | ---------------- | ---------------- | ---------------- |
| 2017             | 京都             | 14               | J2               | 24               | 5                | -                | -                | 0                | 0                | 24               | 5                |
| 2018             | 京都             | 14               | J2               | 39               | 1                | -                | -                | 1                | 0                | 40               | 1                |
| 2019             | 京都             | 14               | J2               | 36               | 10               | -                | -                | 0                | 0                | 36               | 10               |
| 2020             | 横浜FM           | 41               | J1               | 3                | 0                | 0                | 0                | -                | -                | 3                | 0                |
| 2020             | 京都             | 15               | J2               | 19               | 6                | -                | -                | -                | -                | 19               | 6                |
| 2021             | 鳥栖             | 44               | J1               | 38               | 3                | 1                | 0                | 3                | 0                | 42               | 3                |
| 2022             | 名古屋           | 14               | J1               | 34               | 2                | 8                | 0                | 3                | 0                | 45               | 2                |
| 2023             | 柏               | 41               | J1               | 26               | 0                | 3                | 0                | 5                | 0                | 34               | 0                |
| 2024             | 町田             | 8                | J1               | 35               | 1                | 4                | 0                | 1                | 0                | 40               | 1                |
| 通算             | 日本             | 日本             | J1               | 136              | 6                | 16               | 0                | 12               | 0                | 144              | 6                |
| 通算             | 日本             | 日本             | J2               | 118              | 22               | -                | -                | 1                | 0                | 119              | 22               |
| 総通算           | 総通算           | 総通算           | 総通算           | 254              | 28               | 16               | 0                | 13               | 0                | 283              | 28               |

| 国際大会個人成績 | 国際大会個人成績 | 国際大会個人成績 | 国際大会個人成績 | 国際大会個人成績 |
| 年度             | クラブ           | 背番号           | 出場             | 得点             |
| AFC              | AFC              | AFC              | ACL              | ACL              |
| ---------------- | ---------------- | ---------------- | ---------------- | ---------------- |
| 2020             | 横浜FM           | 41               | 0                | 0                |
| 通算             | AFC              | AFC              | 0                | 0                |

- Jリーグ初出場 - 2017年2月26日 J2第1節・モンテディオ山形戦（京都市西京極総合運動公園陸上競技場兼球技場）
- Jリーグ初得点 - 2017年3月12日 J2第3節・アビスパ福岡戦（レベルファイブスタジアム）

## タイトル

### 個人
- 第91回全国高等学校サッカー選手権大会・得点王（2012年）
- 第91回全国高等学校サッカー選手権大会・優秀選手（2012年）
- 関東大学サッカーリーグ戦2部・ベスト11（2015年・2016年）
- J2月間MVP（2019年5月度）

## 代表歴
- 京都国体選抜（2010年）
- 日本高校選抜（2013年）
- 関東大学選抜（2013年、2014年）